# Alexandre Tkatchev
Pour les articles homonymes, voir Tkatchiov.
Pour l’article homonyme, voir le gymnaste soviétique Alexandre Tkatchev.
Alexandre Nikolaïevitch Tkatchev ou Tkatchiov (en russe : Алекса́ндр Никола́евич Ткачёв), né le 23 décembre 1960 à Vysselki (kraï de Krasnodar, URSS), est un homme politique russe, ministre de l'Agriculture de la fédération de Russie de 2015 à 2018.

## Carrière
Il a été gouverneur du kraï de Krasnodar de 2001 à 2015. Les caméras de télévision du monde l'ont montré au cours des festivités inaugurales et des festivités de clôture (où il a prononcé des discours) des Jeux olympiques d'hiver de 2014 de Sotchi qui se trouve dans cette région administrative. Il est membre du parti Russie Unie.
Il fait l'objet depuis le 26 juillet 2014 de l'interdiction de pénétrer dans le territoire de l'Union européenne, et du gel de ses avoirs éventuels en Union européenne, dans le cadre des sanctions européennes à l'encontre de la fédération de Russie à cause de son immixtion supposée dans la crise ukrainienne de 2013-2014.
Il est ministre de l'Agriculture de 2015 à 2018.